# 田吉
田吉（1584年—1629年），字兆元，號夢吉，又號念泉，北直隸河間府故城縣（今河北省故城縣）人，軍籍，明朝政治人物。

## 生平
丙午順天府鄉試第五名舉人，萬曆三十八年（1610年）庚戌科禮部會試第二百四十二名。因殿試夾帶作弊，罰停三科，以縣佐錄用。天啓二年（1622年），補殿試，列三甲二百二十九名，吏部观政，授山東鄆城縣知縣，五年调邹县，本年升户部主事，调升兵部员外郎，補遼東贊畫，六年升兵部郎中。依附魏忠賢。天啓六年（1626年）冬，外遷淮揚參議，取中旨，改擢太常寺少卿，視職方司事。次年，加太仆寺卿，管太常寺少卿事，加升都察院右副都御史，照旧管事，再升兵部右侍郎。不足一年，連擢至兵部尚書，加太子太保。崇祯即位後，稱病，二年（1629年）被削籍为民，逮治判死刑。《明史·閹黨》有傳。
崇禎帝即位，言官彈劾崔呈秀、吳淳夫、田吉、倪文煥、李夔龍，號稱「五虎」。朝廷下詔論死并抄家。

## 家族
曾祖田鐸，祖田強，父田世茂，壽官。母張氏。具庆下。